# Mahmut Tuncer
Mahmut Tuncer is een Turkse (Turkmeens) zanger uit de zuidoostelijke Turkse stad Şanlıurfa. Hij heeft veel naamsbekendheid gekregen in Turkije met onder andere de volgende nummers :
- Bakkal Amca
- Bileydim
- Leylo (Hit)
- Cenderme